# Dugo Polje (gmina Modriča)
Dugo Polje (cyr. Дуго Поље) – wieś w Bośni i Hercegowinie, w Republice Serbskiej, w gminie Modriča. W 2013 roku liczyła 994 mieszkańców.